# Маглић (Бачки Петровац)
Маглић је село у општини Бачки Петровац, у Јужнобачком округу, у Србији. Према попису из 2022. било је 2148 становника.

## Историја
Маглић у свом развоју има четири фазе: средњовековну, немачку (1786—1945), грчку (1945—1949) и југословенску, у којој су створени предуслови за свеопшти напредак и изградњу модерног и развијеног насеља.
Маглић се помиње у средњем веку, када је Бачка била доста настањена. Од 50 тадашњих насеља познат је био и Буљкес, Име се први пут јавља већ у 18. веку као мађарско насеље Кеси. Касније се ово насеље помиње и у време Турака у тефтерима (пореским списима), 1554. године као насеље у бачкој нахији. После протеривања Турака, ово село је припало крунском поседу. Године 1717. се помиње Буљкес који се помиње као пустара а касније се припаја граничарима. После укидања војне границе 1745. пустара се опет припаја крунском поседу.
За време терезијанске колонизације ову пустару насељавају 1786. г. први Немци и то у прилично великом броју, много их је било из швапских крајева (Швабенланда) и др., па су их припадници осталих народа назвали „Швабама“. Ови немачки насељеници, колонисти, имали су у односу на остале становнике, кметове, велике повластице, што им је омогућило да за кратко време организују живот.
Буљкес је током 18. и 19. века прилично брзо растао и 1900. године имао је преко 3000 становника.
За време Другог светског рата становници немачке народности су се ставили у службу окупаторима, они су у Буљкесу остали до краја рата, када су се повукли са окупаторима а делом су протерани у Немачку. Сва имања у околини и у селу су национализована.
У мају 1945. године у намештене куће доселило се 4650 грчких избеглица, припадника народноослободилачке армије (комесари, команданти, партијски руководиоци). Буљкес је у то време имао статус екстериторијалне општине Грчке у којој су важили грчки законски прописи. У почетку је то био само сабирни логор, но касније је живот у Буљкесу организованији. О реду се бринула полиција. Имали су своју штампарију која је издавала „Глас Буљкеса“ (Φωνη του Μπουλκες).
Резолуција Информбироа поделила је Грке у Буљкесу. Једни су подржавали Резолуцију а други КПЈ. Да би се спречило међусобно трвење па и убијање донесена је у пролеће 1949. г. одлука да Грци који су за Резолуцију буду исељени, а они који су верни КПЈ имали су право слободног избора.
После овог масовног расељавања у Буљкесу је остало око 800 грчких избеглица, од којих је гро емигрирао у јужну Македонију, а неколико њих је остало и данас овде живе као држављани Србије.
Буљкес је поново био ненасељен. Насељавање почиње у другој половини а нарочито пред крај 1949. године. Први и најбројнији досељеници су били из југоисточног Баната и других делова Војводине, из Босне и Херцеговине, Лике и других крајева.
Најмасовнији талас досељавања започиње пред крај 1949. г. а нарочито 1950. г. досељеницима из Србије, са подручја Грделичке клисуре. Завршетком овог досељавања означен је и крај досељавања, јер су скоро све куће биле усељене.
Коначан процес насељавања и стабилизације становништва завршава се 1953—1954. године.
Грађани су крајем 1949. г. одлучили да назив места Буљкес промене у Маглић, по планини Маглић која се налази на тромеђи Босне, Херцеговине и Црне Горе.
У селу се налази олимпијски базен.

## Демографија
У насељу Маглић живи 2128 пунолетних становника, а просечна старост становништва износи 39,8 година (38,4 код мушкараца и 41,1 код жена). У насељу има 904 домаћинства, а просечан број чланова по домаћинству је 2,98 (попис 2002).
Ово насеље је великим делом насељено Србима (према попису из 2002. године).
|  |

| Демографија | Демографија | Демографија |
| Година      | Становника  | Становника  |
| ----------- | ----------- | ----------- |
| 1948.       | 8           |             |
| 1953.       | 1.157       |             |
| 1961.       | 2.180       |             |
| 1971.       | 2.226       |             |
| 1981.       | 2.571       |             |
| 1991.       | 2.732       | 2.641       |
| 2002.       | 2.695       | 2.808       |

| Етнички састав према попису из 2002.‍ | Етнички састав према попису из 2002.‍ | Етнички састав према попису из 2002.‍ | Етнички састав према попису из 2002.‍ | Етнички састав према попису из 2002.‍ |
| ------------------------------------ | ------------------------------------ | ------------------------------------ | ------------------------------------ | ------------------------------------ |
|                                      |                                      |                                      |                                      |                                      |
| Срби                                 | Срби                                 |                                      | 2.426                                | 90,01%                               |
| Словаци                              | Словаци                              |                                      | 101                                  | 3,74%                                |
| Југословени                          | Југословени                          |                                      | 35                                   | 1,29%                                |
| Хрвати                               | Хрвати                               |                                      | 28                                   | 1,03%                                |
| Мађари                               | Мађари                               |                                      | 16                                   | 0,59%                                |
| Македонци                            | Македонци                            |                                      | 6                                    | 0,22%                                |
| Црногорци                            | Црногорци                            |                                      | 5                                    | 0,18%                                |
| Роми                                 | Роми                                 |                                      | 4                                    | 0,14%                                |
| Бугари                               | Бугари                               |                                      | 4                                    | 0,14%                                |
| Украјинци                            | Украјинци                            |                                      | 2                                    | 0,07%                                |
| Немци                                | Немци                                |                                      | 007                                  | 0%                                   |
| Словенци                             | Словенци                             |                                      | 1                                    | 0,03%                                |
| Муслимани                            | Муслимани                            |                                      | 1                                    | 0,03%                                |
| Албанци                              | Албанци                              |                                      | 1                                    | 0,03%                                |
| непознато                            | непознато                            |                                      | 13                                   | 0,48%                                |

| Година пописа     | 1948. | 1953. | 1961. | 1971. | 1981. | 1991. | 2002. |
| ----------------- | ----- | ----- | ----- | ----- | ----- | ----- | ----- |
| Број домаћинстава | 3     | 287   | 549   | 588   | 757   | 875   | 904   |

| Број чланова      | 1   | 2   | 3   | 4   | 5  | 6  | 7 | 8 | 9 | 10 и више | Просек |
| ----------------- | --- | --- | --- | --- | -- | -- | - | - | - | --------- | ------ |
| Број домаћинстава | 167 | 222 | 150 | 243 | 86 | 27 | 5 | 2 | 1 | 1         | 2,98   |

| Пол    | Укупно | Неожењен/Неудата | Ожењен/Удата | Удовац/Удовица | Разведен/Разведена | Непознато |
| ------ | ------ | ---------------- | ------------ | -------------- | ------------------ | --------- |
| Мушки  | 1.095  | 342              | 667          | 46             | 35                 | 5         |
| Женски | 1.173  | 250              | 671          | 213            | 36                 | 3         |
| УКУПНО | 2.268  | 592              | 1.338        | 259            | 71                 | 8         |

| Пол    | Укупно                    | Пољопривреда, лов и шумарство | Рибарство                            | Вађење руде и камена | Прерађивачка индустрија       |
| ------ | ------------------------- | ----------------------------- | ------------------------------------ | -------------------- | ----------------------------- |
| Мушки  | 543                       | 223                           | 0                                    | 1                    | 124                           |
| Женски | 397                       | 125                           | 0                                    | 0                    | 122                           |
| УКУПНО | 940                       | 348                           | 0                                    | 1                    | 246                           |
| Пол    | Производња и снабдевање   | Грађевинарство                | Трговина                             | Хотели и ресторани   | Саобраћај, складиштење и везе |
| Мушки  | 8                         | 22                            | 21                                   | 7                    | 65                            |
| Женски | 2                         | 5                             | 38                                   | 3                    | 8                             |
| УКУПНО | 10                        | 27                            | 59                                   | 10                   | 73                            |
| Пол    | Финансијско посредовање   | Некретнине                    | Државна управа и одбрана             | Образовање           | Здравствени и социјални рад   |
| Мушки  | 6                         | 6                             | 24                                   | 7                    | 6                             |
| Женски | 6                         | 6                             | 7                                    | 31                   | 37                            |
| УКУПНО | 12                        | 12                            | 31                                   | 38                   | 43                            |
| Пол    | Остале услужне активности | Приватна домаћинства          | Екстериторијалне организације и тела | Непознато            | Непознато                     |
| Мушки  | 9                         | 0                             | 0                                    | 14                   | 14                            |
| Женски | 3                         | 0                             | 0                                    | 4                    | 4                             |
| УКУПНО | 12                        | 0                             | 0                                    | 18                   | 18                            |